# Kaplica św. Agaty w Barcelonie
Kaplica św. Agaty w Barcelonie – gotycka kaplica rzymskokatolicka wzniesiona w latach 1302-1316, położona przy Plaça del Rei (Plac Królewski), na terenie Barri Gòtic. Obecnie stanowi, razem z Pałacem Królewskim, część Muzeum Historii Barcelony. Ze względu na swoje położenie zwana również Kaplicą Królewską. 

## Historia
Została zbudowana dla małżeństwa króla Jakuba II i Blanki Andegaweńskiej i miała zastąpić wcześniejszą, skromną kaplicę położoną w obrębie kompleksu Pałacu Królewskiego. Prace, prowadzone pod kierunkiem Bertrana Riquera, a następnie Pere d'Olivery, trwały do 1316. Dalszych przebudów i upiększeń budynku dokonywano za panowania Marcina I. W tym czasie patronką kaplicy była Matka Boska. Dopiero w 1601, kiedy w obiekcie znalazł się relikwiarz św. Agaty, papież specjalną bullą wyraził zgodę na zmianę wezwania. 

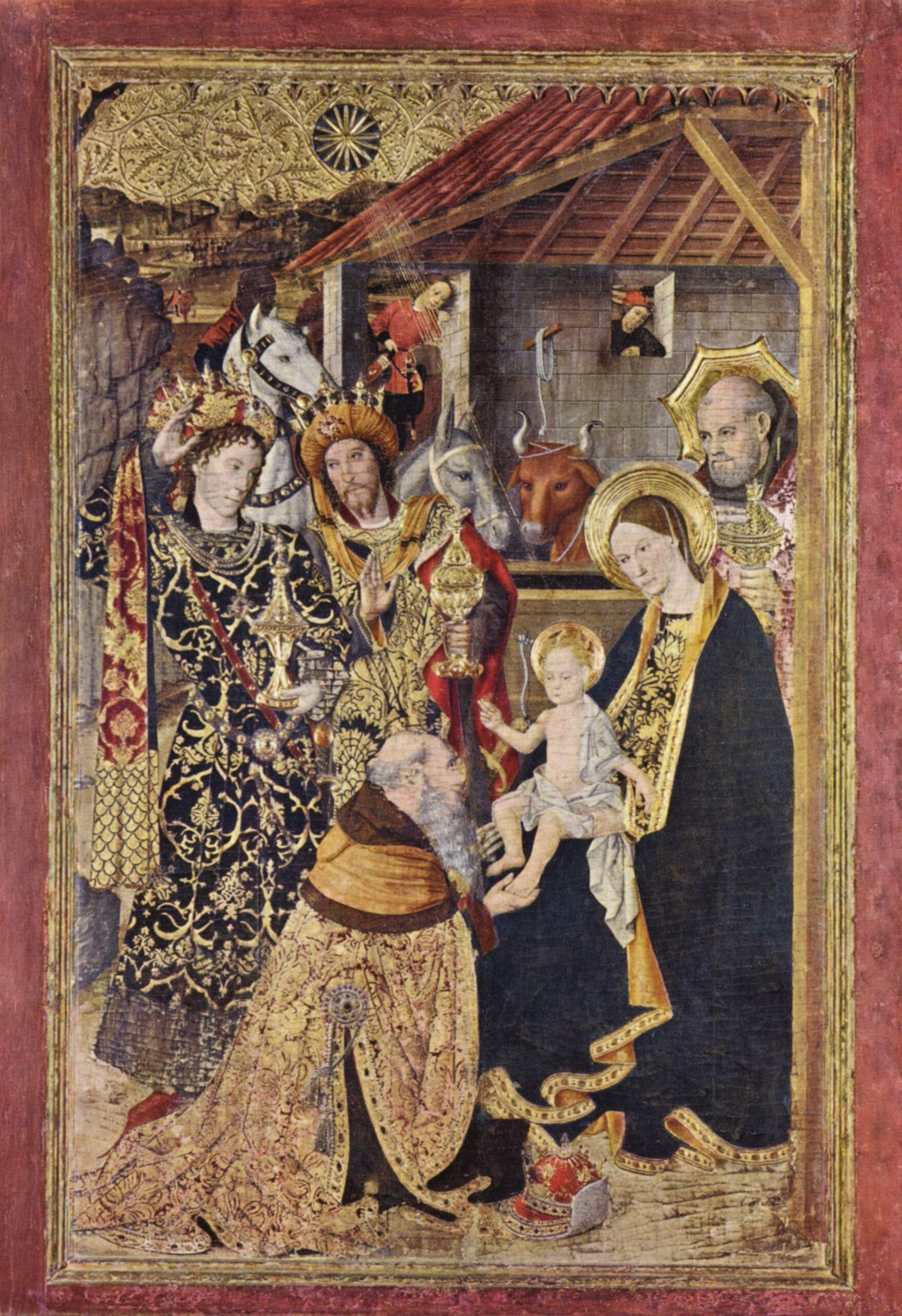
Narodzenie Chrystusa, tryptyk Jaume Hugueta (część środkowa)

W 1835 w ramach akcji przejmowania majątków kościelnych państwo odebrało katolikom kaplicę, która do 1856 pełniła różne świeckie funkcje. W 1856 Elies Rogent podjął prace restauracyjne w budynku, który jednak nie wrócił już do funkcji sakralnych, lecz został zaadaptowany na muzeum. W 1990 nowe prace konserwatorskie przeprowadzili architekci Jordi Casadevall i Alfred Pastor. Kaplica św. Agaty pozostaje częścią kompleksu muzealnego. 
Kaplica reprezentuje gotyk kataloński, jest połączona z wcześniejszym murem pałacowym. Posiada jedną prostokątną nawę i pojedynczą absydę z chrzcielnicą. Okna kaplicy posiadają maswerki i są wypełnione witrażami. Całość podtrzymują przypory. W zakrystii znajduje się mechaniczny zegar z 1576.